# بخش تاپی
بخش تاپی (به انگلیسی: Tapi district) یک منطقهٔ مسکونی در هند است که در گجرات واقع شده‌است. بخش تاپی ۳٬۱۳۹ کیلومتر مربع مساحت و ۸۰۷٬۰۲۲ نفر جمعیت دارد.